# Dania Beach
Dania Beach ist eine Stadt im Broward County im US-Bundesstaat Florida. Das U.S. Census Bureau hat bei der Volkszählung 2020 eine Einwohnerzahl von 31.723 ermittelt. Die geographischen Koordinaten sind: 26,06° Nord, 80,15° West. Das Stadtgebiet hat eine Größe von 16,3 km².

## Geographie
Dania Beach befindet sich etwa 20 km nördlich von Miami. Umliegende Kommunen sind Davie, Fort Lauderdale und Hollywood.

## Geschichte
Die Siedlung, die ursprünglich Modello hieß, war die erste Gemeinde im Broward County. In den 1880er Jahren gegründet, bekam sie den Status einer Gemeinde im November 1904. Die meisten der 35 Einwohner waren dänischer Abstammung und so änderten sie den Namen der Stadt in Dania. Seit 1999 heißt die Gemeinde Dania Beach. Von 2000 bis 2011 war die Holzachterbahn Dania Beach Hurricane in Betrieb.

## Demographische Daten
Laut der Volkszählung 2010 verteilten sich die damaligen 29.639 Einwohner auf 15.671 Haushalte. Die Bevölkerungsdichte lag bei 1875,9 Einw./km². 69,6 % der Bevölkerung bezeichneten sich als Weiße, 21,8 % als Afroamerikaner, 0,3 % als Indianer und 2,1 % als Asian Americans. 3,6 % gaben die Angehörigkeit zu einer anderen Ethnie und 2,6 % zu mehreren Ethnien an.
Im Jahr 2010 lebten in 25,2 % aller Haushalte Kinder unter 18 Jahren sowie 25,8 % aller Haushalte Personen mit mindestens 65 Jahren. 56,2 % der Haushalte waren Familienhaushalte (bestehend aus verheirateten Paaren mit oder ohne Nachkommen bzw. einem Elternteil mit Nachkomme). Die durchschnittliche Größe eines Haushalts lag bei 2,28 Personen und die durchschnittliche Familiengröße bei 2,92 Personen.
20,8 % der Bevölkerung waren jünger als 20 Jahre, 27,8 % waren 20 bis 39 Jahre alt, 30,2 % waren 40 bis 59 Jahre alt und 21,2 % waren mindestens 60 Jahre alt. Das mittlere Alter betrug 41 Jahre. 49,3 % der Bevölkerung waren männlich und 50,7 % weiblich.
Das durchschnittliche Jahreseinkommen lag bei 44.608 $, dabei lebten 16,8 % der Bevölkerung unter der Armutsgrenze.

## Sehenswürdigkeiten
Am 28. Mai 1999 wurde das Nyberg-Swanson House in das National Register of Historic Places eingetragen.

## Schulen
- Collins Elementary School
- Dania Elementary School
- Olsen Middle School

## Wirtschaft
Die größten Arbeitgeber waren 2018:
| Arbeitgeber                 | Arbeitnehmer |
| --------------------------- | ------------ |
| Bass Pro Shops              | 337          |
| Publix                      | 309          |
| Dania Jai-Alai              | 299          |
| Broward County School Board | 205          |
| Uniweld Products, Inc.      | 164          |
| American Maritime Officers  | 150          |
| City of Dania Beach         | 132          |
| Wyndham Hotel               | 101          |

## Verkehr
Dania Beach wird von den Interstates 95 und 595, den U.S. Highways 1 und 441 sowie den Florida State Roads A1A, 5, 7, 84, 818, 822 und 848 durchquert bzw. tangiert. Direkt im Norden grenzt die Stadt an den Fort Lauderdale-Hollywood International Airport. Auf dem Stadtgebiet befindet sich auch der Haltepunkt Fort Lauderdale/Hollywood International Airport Station, der von der Tri-Rail auf der Strecke von Miami nach Mangonia Park bedient wird.